# Коляди (Вілейський район)
Коляди (біл. вёска Каляды) — село в складі Вілейського району Мінської області, Білорусь. Село підпорядковане Довгинівській сільській раді, розташоване в північній частині області.

## Історія
У 1921–1945 роках застінок знаходилось у Польщі, у Вільнюській воєводстві, Вілейського повіту, гміні Довгиново.

## Населення
- 1866 рік - 73 люди, 8 будинки[1]
- 1921 рік - 145 люди, 25 будинки[2].
- 1931 рік - 193 люди, 29 будинки[3].